# Jim O'Brien
Jim O'Brien(Filadélfia, 11 de fevereiro de 1952) é um treinador de basquetebol estadunidense. O'Brien foi técnico do Indiana Pacers, Philadelphia 76ers e Boston Celtics.

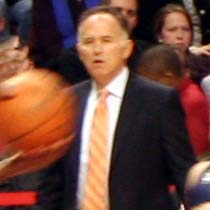
Coach Jim O'Brien Bulls vs Pacers 2009